# Tofta herrgård

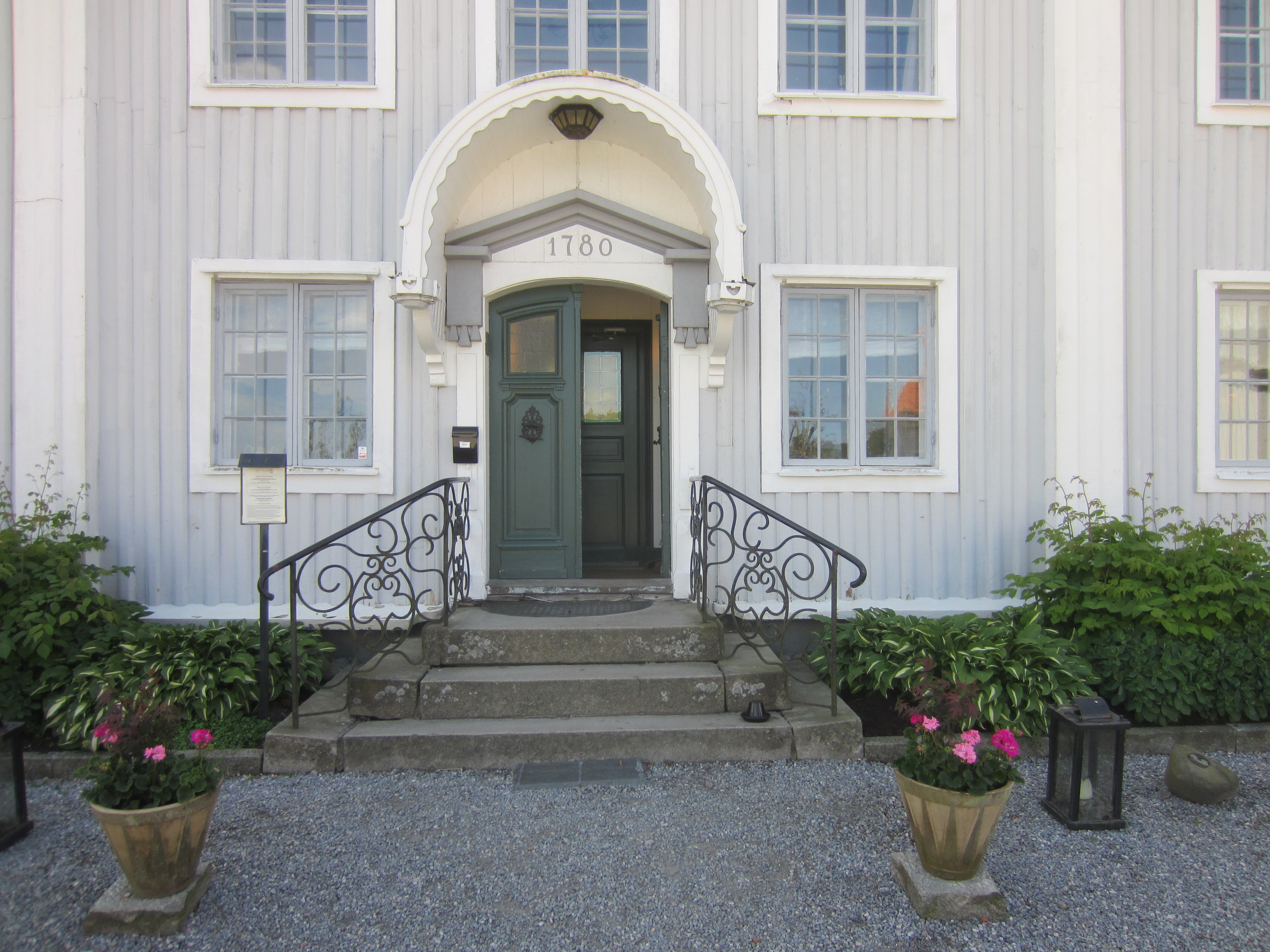
Huvudentrén till Tofta herrgård med årtalet 1780.

Tofta herrgård är en herrgård i Lycke socken i Kungälvs kommun i Bohuslän. Den är byggnadsminne sedan 23 januari 1984. Tofta herrgård ligger mellan Göteborg och Marstrand. På gården bedrivs ekologiskt jordbruk och inackorderingsstall och turridning med islandshästar. Här finns kafé under sommarhalvåret, samt restaurang, hotell och konferensverksamhet. På sommaren är det teater och i december anordnas julmarknad och julbord på gården. I omgivningarna ligger Lycke golfklubb och Tofta naturreservat med promenadstigar.

## Historia
Tofta herrgård härstammar från 1400-talet, då gården förlänades till lagmannen Laurens Clausen i Bohuslän, som bor på gården 1492. Lagmannen Mats Nilson bodde på Tofta 1543 och Claus Jensen 1580. Det var troligen så, att gården ingick i lagmannens avlöning.
Under 1600-talet blev gården ett rusthållshemman för Bohusläns dragonregemente. Under andra halvan av 1700-talet byggdes huvudbyggnaden om i karolinsk stil och flyglarna tillkom. En trädgård i fransk stil med geometriska former anlades. Under 1800-talet uppfördes en fyra våningar hög väderkvarn, ett brännvinsbränneri tillkom och 64 tunnland mark vallades in från havet. I början av 1900-talet köpte Eric Adolf Hallin egendomen och inredde den i Carl Larssons stil.

## Teater Tofta herrgård
Teater Tofta Herrgård är en fri teatergrupp som bildades 2010 av Susanna Helldén och Göran Parkrud. Föreställningarna spelas i det gamla sädesmagasinet på Tofta herrgård. Teatern är en sommarteater som gjort två uppsättningar sedan 2010. År 2010 satte man upp August Strindbergs Fröken Julie med Göran Parkrud som Jean och 2011 spelades Strindbergs Fadren med bland andra Göran Parkrud, Josephine Bauer och Johan Ehn i rollerna.